# Îlet Sue
Pour les articles homonymes, voir Sue.
L’îlet Sue (ou îlet Warraber) est une petite île de la mer de Corail située dans le détroit de Torrès, au nord de l'Australie continentale, et relevant administrativement de l'État du  Queensland.

## Géographie
Elle fait partie, avec l'îlet Poll et l'Îlet Bet, d'un groupe d'îles appelé The Three Sisters, entre la Nouvelle Guinée et l'Australie. Cet archipel se situe dans la mer de Corail et plus précisément dans le Détroit de Torrès, séparant le Nord de l'Australie et la Nouvelle-Guinée.
La population était de 245 habitants en 2016. La population y est historiquement d'origine mélanésienne.
L'ile dispose d'un aérodrome, l'aérodrome de l'île Warraber (en) ainsi qu'une école le Tagai State College. Il y a également deux églises sur l'ile : Church of the Torres Strait et la Pentecostal Assemblies of God Church.
L'ilet fait 1,4km de long pour la moitié de large mais est menacé par la montée du niveau de l'océan. La possibilité même de continuer à résider sur cette ile est en question à moyen, long termes. Des ouvrages de protection ont été édifiés tout autour de l'ile afin de lutter contre le risque de submersion marine et l'érosion.

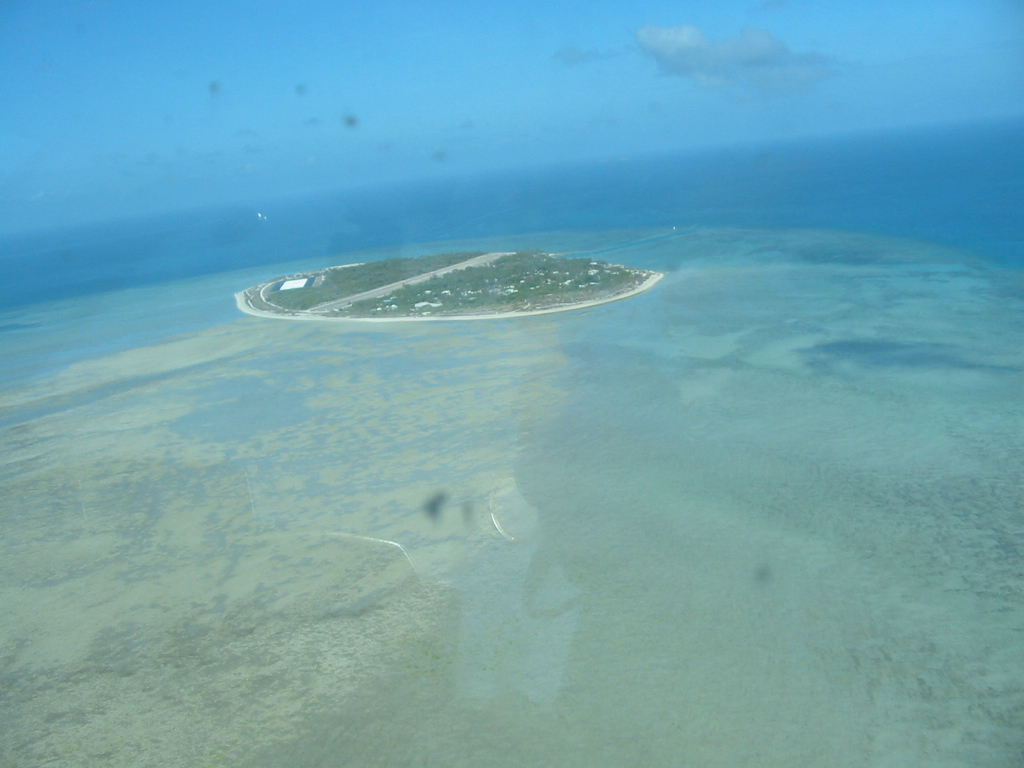
Vue rapprochée de l'île.

## Histoire
Le 1er juin, chaque année, les habitants de l'ile commémore "l'arrivée de la Lumière". Il s'agit de la commémoration de l'arrivée, au 1er juin 1871, du révérend Samuel MacFarlane de la Société des  Missionnaires de Londres, venu pour évangéliser les populations indigènes du détroit de Torrès. Cette évangélisation des communautés locales a entrainé de profonds bouleversements sociaux et spirituels pour les habitants de l'ile.